# Dominique Reymond

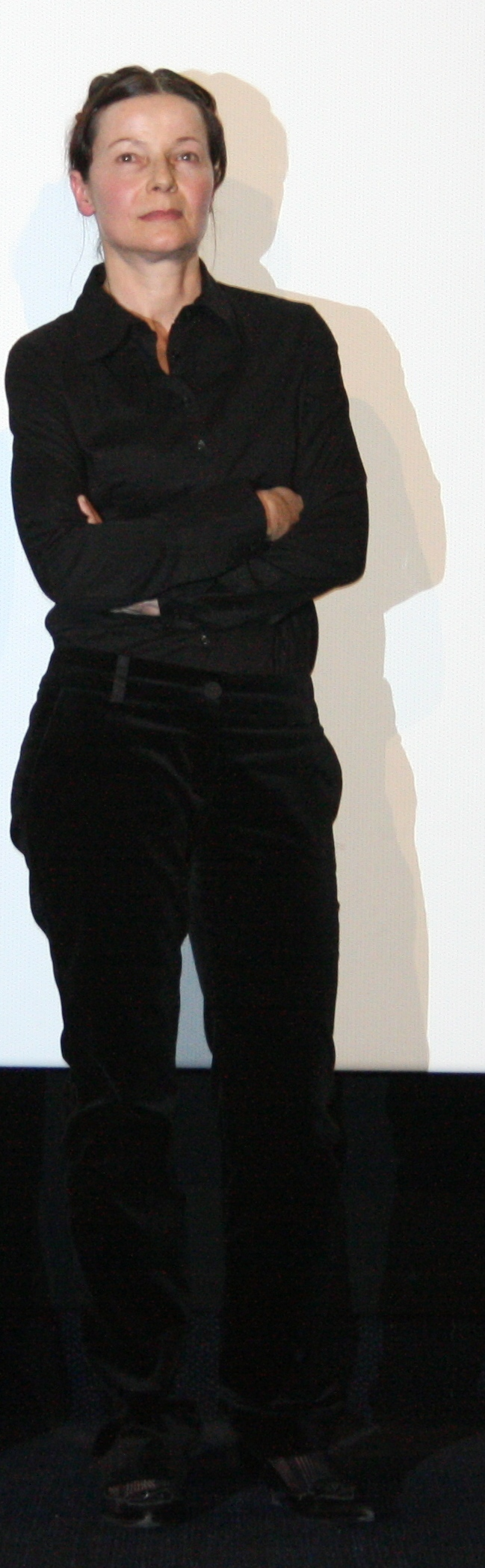
Dominique Reymond (2008)

Dominique Reymond (anhörenⓘ; * 12. Februar 1957 in Genf, Schweiz) ist eine französische Schauspielerin.

## Leben
Nachdem sie am Genfer Konservatorium Schauspiel studierte, zog Dominique Reymond nach Paris, wo sie am Théâtre national de Chaillot ebenfalls ihr Schauspiel studierte und verfeinerte. Anschließend spielte sie am Theater und debütierte in der 1984 erschienenen und von Gérard Jugnot inszenierten Komödie Pinot, Gendarm und Herzensbrecher an der Seite von Jugnot, Jean-Claude Brialy und Fanny Bastien auf der Leinwand. Für die Darstellung der Julie Desca in Olivier Assayass Liebesdrama Les déstinées sentimentales wurde Reymond im Jahr 2000 als Beste Darstellerin für den Schweizer Filmpreis nominiert.
Reymond ist mit dem Schauspieler André Marcon verheiratet.

## Filmografie
- 1984: Pinot, Gendarm und Herzensbrecher (Pinot simple flic)
- 1984: Boy Meets Girl
- 1986: Death Town (Zone rouge)
- 1988: Nächtliche Sehnsucht – Hemmungslos (Drôle d’endroit pour une rencontre)
- 1989: Champagner der Liebe (Baptême)
- 1993: Wenn Liebe entflammt (La naissance de l’amour)
- 1996: Gibt es zu Weihnachten Schnee? (Y aura-t-il de la neige à Noël?)
- 1997: Artemisia
- 1999: Die Brücke von Ambreville (Un pont entre deux rives)
- 1999: Tagebuch eines Landarztes (La maladie de Sachs)
- 2000: Les déstinées sentimentales
- 2000: Sade
- 2000: Sommer wie Winter (Presque rien)
- 2001: Mit all meiner Liebe (Avec tout mon amour)
- 2002: Demonlover
- 2002: In my skin
- 2004: Morgen ziehen wir um (Demain on déménage)
- 2004: Meine Mutter (Ma mère)
- 2005: Affe unter Menschen (Carmen)
- 2005: Gefangene der Musik (Longtemps après la dernière note)
- 2005: Wie in der Hölle (L’enfer)
- 2007: Der Gehenkte (Le pendu)
- 2007: Les murs porteurs
- 2008: Ende eines Sommers (L‘heure d‘été)
- 2008: The Protocol – Jeder Tod hat seinen Preis (Le nouveau protocole)
- 2008: Wenn Spione singen (Le plaisir de chanter)
- 2009: Serie in Schwarz (Suite Noire, Fernsehserie, 1 Folge)
- 2011: Sie hat alles gestanden (Pour Djamila)
- 2012: Leb wohl, meine Königin! (Les adieux à la reine)
- 2015: Tagebuch einer Kammerzofe (Journal d’une femme de chambre)
- 2017: Der andere Liebhaber (L'Amant Double)
- 2017: Schockwellen – Reise ohne Rückkehr (Ondes de choc: Sirius)
- 2017: Agatha Christie: Kleine Morde/Mörderische Spiele (Les Petits Meurtres d’Agatha Christie, Staffel 2, Folge 21)
- 2017: Der Maskenmann (Robin)
- 2019: Mémorable (Kurzfilm, Stimme im Original)
- 2019: Ich verkaufe deine Heimat (La forêt d‘argent)
- 2020: Die Rolle meines Lebens (Garçon Chiffon)
- 2022: Irma Vep (Miniserie)
- 2023: Schrottplatzköter (Chien de la casse)
- 2024: Hors du temps
- 2025: La cache

## Auszeichnung
- 2000: Nominierung für den Schweizer Filmpreis als Beste Darstellerin für Les déstinées sentimentales